# Народно читалище „Развитие – 1882“
Народно читалище „Развитие – 1882“ е първото и най-голямо читалище в град Симеоновград. Основано е като ученолюбиво дружество „Развитие“ през 1882 година от Пенка Хаджиандонова. Своята дейност започва с организиране на библиотечен фонд и театрален колектив.
Читалището разполага със собствена сграда с библиотеки, компютърно оборудване и салон с 355 места.
Към читалището функционира клуб за фолклорни танци за релакс и три вокални групи:
- вокална група „Водолей“ за стари градски песни и обработен фолклор,
- рок група "ZERO",
- детска вокална група „Весели ноти“,

Към читалището има и кръжок по приложни изкуства, клуб „Приятели на библиотеката“ и школа по китара.